# Once Upon A Time In Jamaica
Pour les articles homonymes, voir Jamaica.

Once Upon A Time In Jamaica est un album du groupe de reggae jamaïcain The Gladiators.
L'album a été enregistré à Tuff Gong Recording Studio, à Kingston (Jamaïque), et est sorti en 2002 chez XIIIbis Records. Toutes les chansons ont été écrites par Albert Griffiths, à part "Lonely Heart", qui est une chanson traditionnelle.
Il comporte 13 chansons, dont 3 en version Dub :

## Liste des titres
| No  | Titre             | Durée |
| --- | ----------------- | ----- |
| 1.  | Jah Garden        | 4:30  |
| 2.  | Good Good Loving  | 3:39  |
| 3.  | War Is Over       | 4:05  |
| 4.  | War Is Over (Dub) | 4:33  |
| 5.  | Lonely Heart      | 4:47  |
| 6.  | Babe and Suckling | 3:56  |
| 7.  | Trial and Crosses | 3:53  |
| 8.  | Unite             | 4:11  |
| 9.  | Red Hot           | 4:09  |
| 10. | Red Hot (Dub)     | 4:43  |
| 11. | Determination     | 3:23  |
| 12. | Wicked Man        | 3:45  |
| 13. | Wicked Man (Dub)  | 4:29  |